# Microterys newcombi
Microterys newcombi är en stekelart som först beskrevs av Girault 1915.  Microterys newcombi ingår i släktet Microterys och familjen sköldlussteklar. Inga underarter finns listade i Catalogue of Life.